# The Smeezingtons
The Smeezingtons é um trio de compositores e produtores musicais. Seus integrantes são Bruno Mars, Philip Lawrence e Ari Levine. Eles já produziram e escreveram canções para artistas como Adele, Sugababes, Travie McCoy, B.o.B, Brandy Norwood, K'naan, Lil Wayne, Flo Rida, Chad Hugo, Lil Eddie, Bad Meets Evil, Adam Lambert, Cee Lo Green e Charice entre outros. Eles já compuseram vários hits nº 1 nas paradas, incluindo Nothin' on You de B.o.B, Right Round de Flo Rida.

## Discografia

### Singles
| Ano                                      | Canção                                                               | Posição nas paradas | Posição nas paradas | Posição nas paradas | Posição nas paradas | Posição nas paradas | Posição nas paradas | Posição nas paradas | Posição nas paradas | Posição nas paradas | Posição nas paradas | Álbum                                       |
| Ano                                      | Canção                                                               | EUA                 | AUS                 | CAN                 | DIN                 | ALE                 | IRL                 | NED                 | NZL                 | SUI                 | GBR                 | Álbum                                       |
| ---------------------------------------- | -------------------------------------------------------------------- | ------------------- | ------------------- | ------------------- | ------------------- | ------------------- | ------------------- | ------------------- | ------------------- | ------------------- | ------------------- | ------------------------------------------- |
| 2009                                     | "Get Sexy" (Sugababes)                                               | —                   | 52                  | —                   | —                   | 41                  | 3                   | —                   | —                   | —                   | 2                   | Sweet 7                                     |
| 2009                                     | "Wavin' Flag" (K'naan)                                               | 82                  | —                   | 2                   | 16                  | 1                   | 2                   | 2                   | —                   | 1                   | 2                   | Troubadour                                  |
| 2010                                     | "Nothin' on You" (B.o.B featuring Bruno Mars)                        | 1                   | 3                   | 10                  | 24                  | 22                  | 7                   | 1                   | 5                   | 28                  | 1                   | B.o.B Presents: The Adventures of Bobby Ray |
| 2010                                     | "Billionaire" (Travie McCoy featuring Bruno Mars)                    | 4                   | 5                   | 12                  | 8                   | 16                  | 2                   | 1                   | 2                   | 14                  | 3                   | Lazarus                                     |
| 2010                                     | "Just the Way You Are" (Bruno Mars)                                  | 1                   | 1                   | 1                   | 6                   | 2                   | 1                   | 1                   | 1                   | 1                   | 1                   | Doo-Wops & Hooligans                        |
| 2010                                     | "Fuck You!" (Cee Lo Green)                                           | 2                   | 5                   | 11                  | 2                   | 11                  | 6                   | 1                   | 5                   | 13                  | 1                   | The Lady Killer                             |
| 2010                                     | "Grenade" (Bruno Mars)                                               | 1                   | 1                   | 1                   | 1                   | 1                   | 1                   | 1                   | 1                   | 1                   | 1                   | Doo-Wops & Hooligans                        |
| 2010                                     | "Rocketeer" (Far East Movement featuring Ryan Tedder)                | 7                   | 18                  | 22                  | —                   | 40                  | 25                  | 47                  | 4                   | —                   | 14                  | Free Wired                                  |
| 2011                                     | "Bow Chicka Wow Wow" (Mike Posner featuring Lil' Wayne)              | 30                  | 40                  | —                   | —                   | —                   | —                   | —                   | 21                  | —                   | —                   | 31 Minutes to Takeoff                       |
| 2011                                     | "The Lazy Song" (Bruno Mars)                                         | 4                   | 6                   | 5                   | 1                   | 9                   | 4                   | 4                   | 3                   | 9                   | 1                   | Doo-Wops & Hooligans                        |
| 2011                                     | "Lighters (Bad Meets Evil featuring Bruno Mars)                      | 4                   | 17                  | 4                   | 18                  | 26                  | 11                  | 18                  | 2                   | 10                  | 10                  | Hell: The Sequel                            |
| 2011                                     | "Marry You" (Bruno Mars)                                             | 85                  | 8                   | 10                  | —                   | 15                  | 5                   | 22                  | 5                   | 16                  | 11                  | Doo-Wops & Hooligans                        |
| 2011                                     | "It Will Rain" (Bruno Mars)                                          | 3                   | 14                  | 5                   | 14                  | 14                  | 11                  | 35                  | 2                   | 22                  | 14                  | The Twilight Saga: Breaking Dawn – Part 1   |
| 2011                                     | "Young, Wild & Free" (Snoop Dogg & Wiz Khalifa featuring Bruno Mars) | 7                   | 4                   | 15                  | 21                  | 15                  | 33                  | 12                  | 2                   | 21                  | 44                  | Mac & Devin Go to High School               |
| 2012                                     | "Never Close Our Eyes" (Adam Lambert)                                | —                   | —                   | 62                  | —                   | —                   | —                   | —                   | 24                  | —                   | 17                  | Trespassing                                 |
| 2012                                     | "Locked Out of Heaven" (Bruno Mars)                                  | 1                   | 4                   | 1                   | 2                   | 7                   | 4                   | 5                   | 4                   | 8                   | 2                   | Unorthodox Jukebox                          |
| 2013                                     | "When I Was Your Man (Bruno Mars)                                    | 1                   | 6                   | 3                   | 4                   | 29                  | 6                   | 7                   | 4                   | 19                  | 2                   | Unorthodox Jukebox                          |
| "—" denotes releases that did not chart. |                                                                      |                     |                     |                     |                     |                     |                     |                     |                     |                     |                     |                                             |

### Créditos como produtores

#### 2008
Natasha Bedingfield – Confessions of a Shopaholic (trilha sonora)
- 10. "Again" (produzido com Stereotypes e Darkchild)

#### 2009
Far East Movement – Animal
- 03. "3D" (participação Bruno Mars) (produzido com Stereotypes)

K'naan – Troubadour
- 07. "Wavin' Flag"
- 16. "Biscuit"

Matisyahu – "Light"
- 03. "One Day"

Sean Kingston – Tomorrow
- 07. "Island Queen"
- 08. "Tomorrow"

#### 2010
Sugababes – Sweet 7
- 01. "Get Sexy"
- 06. "She's A Mess"
- 07. "Miss Everything" (participação Sean Kingston)

B.o.B – B.o.B Presents: The Adventures of Bobby Ray
- 02. "Nothin' on You" (participação Bruno Mars)

Bruno Mars – It's Better If You Don't Understand
- 01. "Somewhere in Brooklyn"
- 02. "The Other Side" (participação Cee-Lo & B.o.B)
- 03. "Count on Me"
- 04. "Talking to the Moon"

Travie McCoy – Lazarus
- 01. "Dr. Feel Good" (participação Cee-Lo Green)
- 03. "Billionaire" (participação Bruno Mars)
- 07. "We'll Be Alright" (produzido com Stereotypes)

Shontelle – No Gravity
- 06. "DJ Made Me Do It" (featuring Asher Roth)

Mike Posner – 31 Minutes to Takeoff
- 03. "Bow Chicka Wow Wow"

Bruno Mars – Doo-Wops & Hooligans
- 01. "Grenade"
- 02. "Just the Way You Are"
- 03. "Our First Time"
- 04. "Runaway Baby"
- 05. "The Lazy Song"
- 06. "Marry You"
- 07. "Talking to the Moon"
- 08. "Liquor Store Blues" (participação Damian Marley)
- 09. "Count on Me"
- 10. "The Other Side" (participação Cee Lo Green & B.o.B)
- 11. "Somewhere In Brooklyn"

Far East Movement – Free Wired
- 01. "Girls On The Dancefloor" (participação the Stereotypes) (produzido com Stereotypes)
- 03. "Rocketeer" (participação Ryan Tedder) (produzido com Stereotypes)
- 04. "If I Was You (OMG)" (participação Snoop Dogg) (produzido com Stereotypes)

Cee Lo Green – The Lady Killer
- 03. "Fuck You!"

Kid Cudi – Man on the Moon II: The Legend of Mr. Rager
- 01. "Scott Mescudi vs. the World" (participação Cee-Lo Green) (produzido com Emile e No I.D.)

Flo Rida – Only One Flo (Part 1)
- 04. "Who Dat Girl" (participação Akon) (produzido com Dr. Luke & Benny Blanco)

#### 2011
Bad Meets Evil – Hell: The Sequel
- 07. Lighters (participação Bruno Mars) (produzido com Eminem and Battle Roy)

Bruno Mars – Breaking Dawn: Parte 1 (trilha sonora)
- 03. It Will Rain

Snoop Dogg  & Wiz Khalifa – Mac & Devin Go to High School
- 07. Young, Wild & Free (participação Bruno Mars)

Charice  – Infinity
- 07. Before It Explodes

#### 2012
Adam Lambert – Trespassing
- 04. "Never Close Our Eyes"

Neon Hitch – "Beg, Borrow, and Steal"
- 01. Gold

Alicia Keys – Girl on Fire
- 08. "Tears Always Win"

Bruno Mars – Unorthodox Jukebox
- 01."Young Girls"
- 02."Locked Out of Heaven"
- 03."Gorilla"
- 04."Treasure"
- 05."Moonshine"
- 06."When I Was Your Man"
- 07."Natalie"
- 08."Show Me"
- 09."Money Make Her Smile"
- 10."If I Knew"